# سمريتي ماندهانا
سامريتى شرينيفاس مندانا (من مواليد 18 يوليو 1996) هي لاعبة كريكيت هندية تلعب للمنتخب الهندي للسيدات .   في يونيو 2018 ، اسماها مجلس التحكم في لعبة الكريكيت في الهند (BCCI) كأفضل لاعبة كريكيت دولية للسيدات.  في ديسمبر 2018 ، منحها المجلس الدولي للكريكيت (ICC) جائزة ريتشال هيو-فلن لأفضل لاعبة كريكيت لهذا العام.  في 30 كانون الأول (ديسمبر) 2021 ، أصبحت مرشحة لجائزة كاس العالم للكراكت للسيدات ICC T20 لهذا العام.  في ديسمبر 2021 ، تم ترشيحها هي وتامي بومونت وليزيل لي وغابي لويس لجائزة ICC للكريكيت للسيدات لهذا العام .  في يناير 2022 ، منحتها المحكمة الجنائية الدولية جائزة ريتشال هيو-فلن لأفضل لاعب كريكيت للسيدات في ICC لهذا العام . 

## النشأة والشخصية
ولدت ماندانا في 18 يوليو 1996 في مومباي لأبوين سميتا وشرينيفاس ماندانا في عائلة مروارية .   
عندما كانت في الثانية من عمرها، انتقلت العائلة إلى مادهافناغار، سانجلي في ولاية ماهاراشترا ، حيث أكملت تعليمها. لعب كل من والدها وشقيقها، شرافان، لعبة الكريكيت على مستوى المقاطعة لصالح سانجلي . كانت مشاهدة شقيقها يلعب في بطولات ولاية ماهاراشترا تحت 16 عامًا مصدر إلهام لها. في سن التاسعة، تم اختيارها في فريق ماهاراشترا تحت 15 سنة . في الحادية عشرة، تم اختيارها لفريق ماهاراشترا تحت 19 عامًا. 
تشارك عائلة ماندانا بشكل وثيق في أنشطة لعبة الكريكيت. يعتني والدها شرينيفاس، وهو موزع مواد كيميائية، ببرنامج الكريكيت الخاص بها، وتتولى والدتها سميتا مسؤولية نظامها الغذائي وملابسها والجوانب التنظيمية الأخرى، ولا يزال شقيقها شرافان يساعدها في التدريبات.  

## مهنة محلية
جاء أول إنجاز لها في أكتوبر 2013 ، عندما أصبحت أول امرأة هندية تحقق مائة نقطة في لعبة ليوم واحد . لعبت مع ماهاراشترا ضد غوجارات، وسجلت 224 من 150 كرة دون هزيمة في بطولة المنطقة الغربية تحت 19 سنة، في ملعب أليمبيك للكريكيت في فادودارا . 
في كأس التحدي النسائي لعام 2016 ، سجلت ماندانا ثلاثة أنصاف قرون لصالح إنديا ريد في العديد من المباريات، وساعدت فريقها على الفوز بالكأس من خلال تحقيق 62 كرة من 82 كرة في المباراة النهائية ضد فريق الهند الازرق . مع 192 نقطة، برزت كأفضل هداف في البطولة. 
في سبتمبر 2016 ، تم التسجيل لماندانا في عقد لمدة عام واحد مع بريزبن هيت من أجل دوري بيج باش للسيدات (WBBL) ، إلى جانب هارمانبريت كور، أصبحت واحدة من أول هنديين تم تسجيلهما في الدوري.  لعبت ضد ملبورن رينيجاديز في يناير 2017 ، وسقطت بشكل محرج أثناء اللعب بعد أن ضربت الكرة الأخيرة لها على ركبتها. تم استبعادها من بقية البطولة التي أنهتها بتسجيل 89 نقطة في 12 جولة.  
في يونيو 2018 ، وقعت ماندانا لصالح وسترن ستورم حامل لقب الدوري الممتاز لكيا، ليصبح أول هندية تلعب في الدوري.  في نوفمبر 2018 ، تم اختيارها في تشكيلة هوبارت هوريكانز لموسم 2018–19 بدوري بيج باش للسيدات .   في سبتمبر 2021 ، تم ترشيحها لفريق سيدني ثاندر لموسم 2021-22 بدوري بيج باش للسيدات .   لقد سجلت مائة في الموسم، مما يعادل الرقم القياسي لأعلى نتيجة في البطولة على الإطلاق. 

## مهنة دولية
قدمت Mandhana أول اختبار لها في أغسطس 2014 ضد إنجلترا في حديقة ورمزلى . ساعدت فريقها على الفوز بالمباراة بتسجيل 22 و 51 في جولتها الأولى والثانية على التوالي ؛ في الأدوار الأخيرة، شاركت في شراكة الويكيت الافتتاحية لـ 76 جولة مع تيروش كاميني، بمحصلة 182مطاردة.  
في الدورة الثانية بدورى اليوم واحد من جولة الهند في أستراليا في عام 2016 في ملعب بليرف اوفل في هوبارت ، سجلت ماندهانا أول مائة دولية لها (102 من 109 كرة) ، في قضية خاسرة.  كانت ماندانا اللاعبة الهندية الوحيدة التي تم اختيارها في فريق السيدات لعام 2016 في المجلس الدولي للكريكيت. 
انضمت ماندانا إلى الفريق لكأس العالم 2017 بعد تعافيها من إصابة أصيبت بها، وتمزق في الرباط الصليبي الأمامي ، خلال فترة وجودها في دوري بيج باش للسيدات في يناير من ذلك العام. في فترة التعافي التي دامت خمسة أشهر، غابت عن كلا من تصفيات كأس العالم وسلسلة الرباعية في جنوب إفريقيا .  بدأت المونديال بـ 90 مباراة ضد إنجلترا في ديربي، في أولى مباريات المجموعة. ساعدت فريقها على الفوز بـ 35 مرة، وتم اختيارها كأفضل لاعب في المباراة.  تلتها مأتها الثانية في دورى اليوم الواحد الدولي ضد جزر الهند الغربية، (106 *)
كانت ماندانا جزءًا من الفريق الهندي للوصول إلى نهائي كأس العالم للكريكيت للسيدات 2017 حيث خسر الفريق أمام إنجلترا بفارق تسعة أشواط.   
سجلت سمريتي ماندانا أسرع خمسين للهند في T20Is للسيدات من 24 كرة فقط ضد نيوزيلندا في فبراير 2019. في مارس 2018 ، سجلت أيضًا الخمسين للهند في مباراة Twenty20 International للسيدات (WT20I) ، حيث أخذت 30 كرة لتصل إلى نصف قرن ضد أستراليا في سلسلة Tri-Nation للسيدات في الهند 2017-18 .  في الشهر التالي، تم تسميتها كلاعبة المسلسل، في مباريات WODI الثلاث التي لعبت إنجلترا .  في 3 أغسطس 2018 ، سجلت أول قرن في دوري السوبر للكريكيت للسيدات 2018 .  
في أكتوبر 2018 ، تم اختيارها في تشكيلة الهند للمشاركة في بطولة Twenty20 للسيدات في العالم في جزر الهند الغربية.   قبل البطولة، تم اختيارها كنجمة الفريق.  خلال البطولة، أصبحت ثالث لاعبة كريكيت للهند تسجل 1000 نقطة في مباريات WT20I .  أنهت ذلك العام بصفتها هدافًا رائدًا في WODIs بـ 669 بمتوسط 66.90. وحصلت على جائزة لاعبة الكريكيت للسيدات في المجلس الدولي للكريكيت للسيدات وجائزة أفضل لاعبة في المباريات الدولية للكريكيت للسيدات. 
في فبراير 2019 ، تم تسميتها كقائد فريق Women T20I الهندي للمباراة الثلاث ضد إنجلترا . أصبحت أصغر كابتن T20I للهند عندما قادت فريق السيدات ضد إنجلترا في أول T20I في جواهاتي . في عمر 22 عامًا و 229 يومًا، تتولى المباراة الافتتاحية لفريق الكريكيت للسيدات في الهند المسؤولية من هارمانبريت كاور، التي تم استبعادها من سلسلة المباريات الثلاث بسبب إصابة في الكاحل. 
في مايو 2019 ، فازت بجائزة أفضل لاعب كريكيت عالميًا في جوائز CEAT الدولية للكريكيت 2019.  في نوفمبر 2019 ، خلال السلسلة ضد جزر الهند الغربية، أصبحت ثالث أسرع لاعبة كريكيت، من حيث الأدوار، حيث سجلت 2000 نقطة في WODIs ، وذلك في أدوارها الـ 51. 
في مايو 2021 ، تم اختيارها في فريق الاختبار الهندي لمباراة لمرة واحدة ضد إنجلترا .  في أغسطس 2021 ، تم اختيارها أيضًا في فريق الاختبار الهندي لمباراة لمرة واحدة ضد أستراليا .  في الأدوار الأولى من المباراة، سجلت أول قرن لها في اختبار الكريكيت .  أصبحت أول لاعبة كريكيت هندية تسجل قرنًا في كل من ODIs والاختبارات في أستراليا.   في يناير 2022 ، تم تعيينها في فريق الهند لكأس العالم للكريكيت للسيدات 2022 في نيوزيلندا. 

## القرون الدولية

### اختبار قرون
| قرون اختبار سمريتي مندانا | قرون اختبار سمريتي مندانا | قرون اختبار سمريتي مندانا | قرون اختبار سمريتي مندانا | قرون اختبار سمريتي مندانا   | قرون اختبار سمريتي مندانا | قرون اختبار سمريتي مندانا | قرون اختبار سمريتي مندانا |
| #                         | أشواط                     | تطابق                     | المعارضين                 | مدينة بلد                   | مكان                      | سنة                       |                           |
| ------------------------- | ------------------------- | ------------------------- | ------------------------- | --------------------------- | ------------------------- | ------------------------- | ------------------------- |
| 1                         | 127                       | 1                         | أستراليا</img> أستراليا   | </img> جولد كوست ، أستراليا | ملعب كارارا               | 2021                      |                           |

### دورى القرون الدولية لليوم الواحد
| القرون الدولية ليوم واحد لسمريتي ماندانا | القرون الدولية ليوم واحد لسمريتي ماندانا | القرون الدولية ليوم واحد لسمريتي ماندانا | القرون الدولية ليوم واحد لسمريتي ماندانا | القرون الدولية ليوم واحد لسمريتي ماندانا | القرون الدولية ليوم واحد لسمريتي ماندانا | القرون الدولية ليوم واحد لسمريتي ماندانا | القرون الدولية ليوم واحد لسمريتي ماندانا |
| #                                        | أشواط                                    | تطابق                                    | المعارضين                                | مدينة بلد                                | مكان                                     | سنة                                      |                                          |
| ---------------------------------------- | ---------------------------------------- | ---------------------------------------- | ---------------------------------------- | ---------------------------------------- | ---------------------------------------- | ---------------------------------------- | ---------------------------------------- |
| 1                                        | 102                                      | 16                                       | أستراليا</img> أستراليا                  | </img>هوبارت ، أستراليا                  | بيليريف البيضاوي                         | 2016                                     |                                          |
| 2                                        | 106 *                                    | 25                                       | الهند الغربية</img> الهند الغربية        | </img>تونتون ، إنجلترا                   | مقاطعة الأرض                             | 2017                                     |                                          |
| 3                                        | 135                                      | 34                                       | جنوب إفريقيا</img> جنوب إفريقيا          | </img>كيمبرلي ، جنوب أفريقيا             | دي بيرز الماس البيضاوي                   | 2018                                     |                                          |
| 4                                        | 105                                      | 45                                       | نيوزيلندا</img> نيوزيلندا                | </img>نابير ، نيوزيلندا                  | ماكلين بارك                              | 2019                                     |                                          |

- قائمة القرون في لعبة الكريكيت الدولية ليوم واحد للسيدات
- قائمة القرون في اختبار الكريكيت للسيدات

## روابط خارجية
- سمريتي ماندهانا على إي آس بي آن كريك إنفو